# Långgöl (Norra Solberga socken, Småland)
Långgöl är en sjö i Nässjö kommun i Småland och ingår i Motala ströms huvudavrinningsområde.